# Blommornas bok
Blommornas bok är en barnbok med visor (utkom första gången 1905), skrivna av författaren och läraren Jeanna Oterdahl, med illustrationer av Elsa Beskow. Boken innehåller 11 visor och har färgladga illustrationer på varje sida:
1. En vårvintersaga med 13 verser om årstiderna.

2. Maskrosor med sex verser som passar till ringdans.

3. Kattfötternas visa, har bara tre verser och är lämplig för de yngre barnens härmlekar.

4. Visan om lilla Gull är en åtta verser lång visa om barn, liljekonvalj och gullvia.

5. Prinsessan Nyponblom beskriver nyponets väg till utslagen ros i fem verser.

6. Rågen är en visa i avancerat versmått för barn där rågen beskriver hur den känns igen och kan bli bröd.

7. Blåklockorna är en visa med två enkla verser som beskriver dagens rytm.

8. Biet har en egen visa i Blommornas bok och inleds med en vädjan till jungfru Rosa:
"Goddag" sa lilla biet, "goddag, min lilla vän,
Säg, får jag litet honung, förr'n jag far bort igen?"
och, efter detaljerade beskrivningar om hur 
rak och ståtlig och fin och vit och smal junker Liljedahl är,
i nionde versen avslutas med 
"Och hör du, käre junker, när bröllopet skall stå
så kom ihåg du ber mig att med i tåget gå!"
9. Hos mor Malena är en sedelärande historia om förnöjsamhet i visform. Visan är 16 verser lång och sista versen lyder:
"Många kanske mena
Gamla mor Malena
Har det svårt och tungt och mörkt uti sin fattigdom.
Men det har hon inte,
Och det har hon inte,
Hon är nöjd och rik, och täppan står i blom."
10. Hasselbusken beskriver i tre verser hur man under hösten plockar nötter efter sommarens fiske och andra nöjen för att med 
knäck och mumsa, då brasan gnyr
Och snön därute mot rutan yr."
11. Kantareller, den kanske mest kända visan är sju verser lång och berättar om hela familjen kantarell med herr, fru och Alla barnen Kantarell, som är tretton till antalet i Elsa Beskows illustration, och deras väg från enebacken hem till 
Men som läcker sommarmat
Hamna alla på ett fat,
Och du äter katarell
Och vill inte byta.
Visorna utgör ett pedagogisk exempel på hur läraren med hjälp av musik, rytmik och illustrationer kan lära barn om både naturen, årstidernas växlingar och dagsrytm. Samtidigt kan läsaren konstatera att Jeanna Oterdahl inte försitter tillfället att lära barnen om blommor och bin, på ett för tiden passande vis, och hon introducerar ett bröllop där biet vill vara med som gäst för sin insats som äktenskapsmäklare.